# Aigles de Trois-Rivières
Les Aigles de Trois-Rivières sont une équipe de baseball basée à Trois-Rivières, au Québec (Canada). L'équipe fait partie de la ligue Frontière, une la ligue indépendante. Fondée en 2012 par un groupe d'investisseurs comprenant l'ancien lanceur étoile Éric Gagné et le joueur de hockey sur glace Marc-André Bergeron, l'équipe rejoint la ligue Can-Am l'année suivante. Les Aigles en font partie jusqu'à sa fusion avec la ligue Frontière en 2019.
Le domicile de l'équipe est le stade Quillorama, un amphithéâtre municipal patrimonial. Les Aigles ont compté parmi leurs rangs Oscar Hernández, Andrew Taylor et Danny Richar.
L'équipe récolte un titre de championnat au cours de son existence, en 2015.
La formation ne doit pas être confondue avec les Aigles de Trois-Rivières des années 1970, qui ont évolué en Eastern League de 1971 à 1977.

## Nom de la franchise
Le nom de l'actuelle équipe de baseball professionnel, les Aigles, rend hommage à la précédente équipe des Aigles de Trois-Rivières, qui a occupé le Stade Municipal de Trois-Rivières de 1971 à 1977 en tant que membre de la Eastern League et une filiale des Reds de Cincinnati. Additionnellement, une équipe dans la Ligue de baseball junior élite du Québec qui a remporté les championnats de 2007 et 2015 porte le nom des Aigles Junior Élite de Trois-Rivières.

## Expansion dans la Ligue Can-Am
La Ligue Can-Am de Baseball a officiellement annoncé l'adhésion des Aigles de Trois-Rivières au circuit le 3 octobre 2012. Les copropriétaires notables incluent le lanceur Éric Gagné gagnant du trophée Cy Young de la Ligue majeure de baseball et le défenseur de la LNH Marc-André Bergeron.

## Gérants

Ligue Can-Am de Baseball.

Le gérant des Aigles est Matthew Rusch.
- 2013-2016 : Pierre-Luc Laforest[1]
- 2017-2020 : T.J. Stanton[2]

## Statistiques
| Aigles de Trois-Rivières | Aigles de Trois-Rivières                | Aigles de Trois-Rivières | Aigles de Trois-Rivières                              | Aigles de Trois-Rivières |
| Saison                   | Victoire - Défaite                      | Pourcentage de victoire  | Classement final saison régulière                     | Séries éliminatoires     |
| ------------------------ | --------------------------------------- | ------------------------ | ----------------------------------------------------- | ------------------------ |
| 2013                     | 43-56                                   | .434                     | 4e/5 dans la Ligue Can-Am                             | Non qualifié             |
| 2014                     | 37-58                                   | .474                     | 4e/4 dans la Ligue Can-Am                             | Non qualifié             |
| 2015                     | 50-46                                   | .521                     | 4e/6 dans la Ligue Can-Am                             | Champions                |
| 2016                     | 35-65                                   | .350                     | 8e/8 dans la Ligue Can-Am                             | Non qualifié             |
| 2017                     | 39-61                                   | .390                     | 6e/8 dans la Ligue Can-Am                             | Non qualifié             |
| 2018                     | 53-49                                   | .520                     | 4e/8 dans la Ligue Can-Am                             | Premier tour             |
| 2019                     | 58-37                                   | .611                     | 2e/9 dans la Ligue Can-Am                             | Premier tour             |
| 2020                     | SAISON ANNULÉE EN RAISON DE LA COVID-19 |                          |                                                       |                          |
| 2021*                    | 52-44                                   | .541                     | 1er/3 de la division Atlantique de la Ligue Frontière | Premier tour             |
| 2022                     | 45-50                                   | .474                     | 7e/8 de la division Est de la Ligue Frontière         | Non qualifié             |
| Total                    | 412-466                                 | .469                     | —                                                     | 12–13                    |

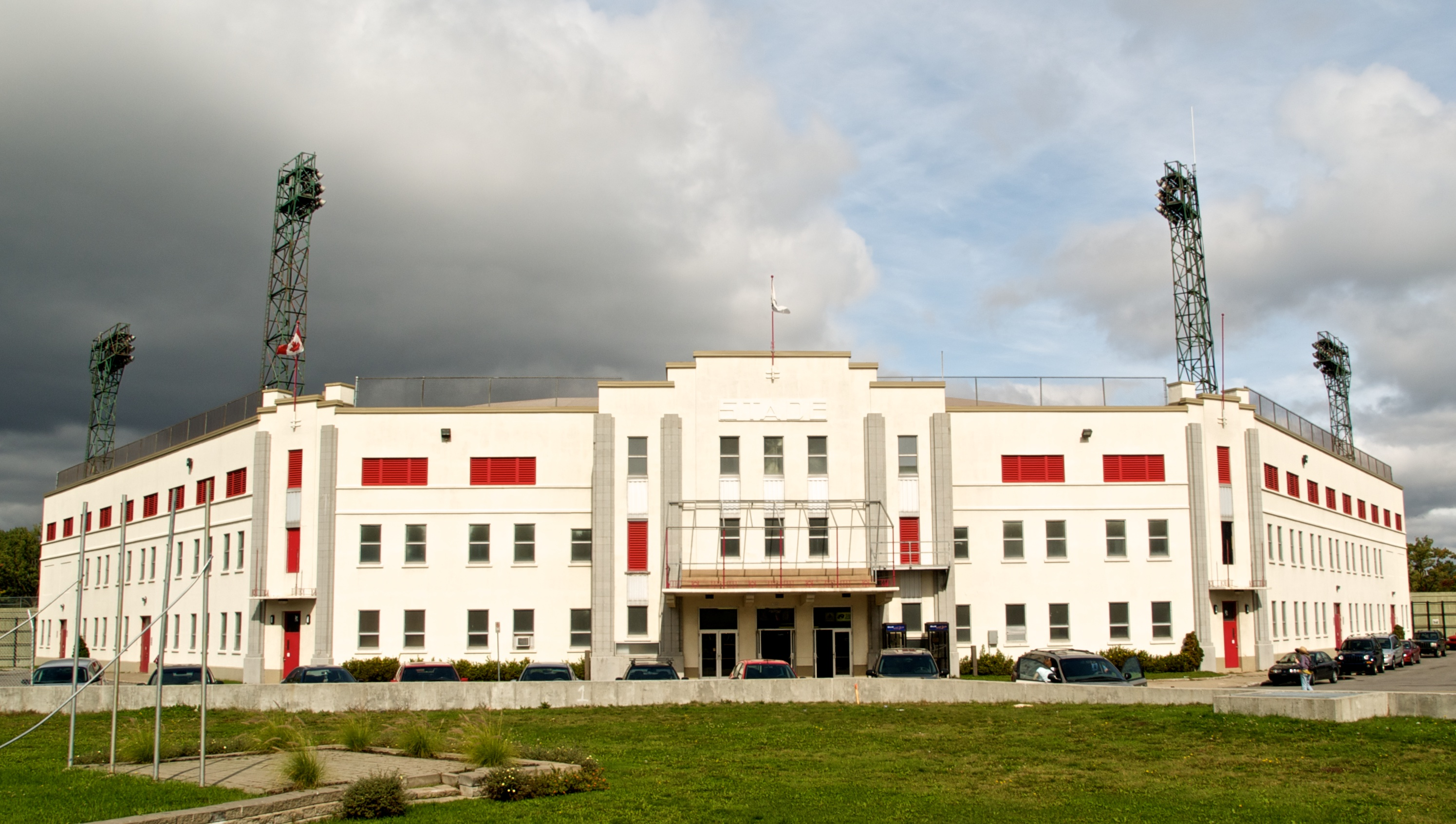
Stade Quillorama.

2021: Joués en tant qu’Équipe Québec, une équipe regroupant les Aigles, les Capitales de Québec et des Titans d’Ottawa jouant dans la Ligue Frontière.

## Assistance
| Saison | Parties                                             | Total                                               | Moyenne                                             |
| ------ | --------------------------------------------------- | --------------------------------------------------- | --------------------------------------------------- |
| 2013   | 43                                                  | 113 655                                             | 2 643                                               |
| 2014   | 45                                                  | 117 543                                             | 2 612                                               |
| 2015   | 52                                                  | 148 997                                             | 2 865                                               |
| 2016   | 47                                                  | 125 948                                             | 2 680                                               |
| 2017   | 49                                                  | 128 228                                             | 2 617                                               |
| 2018   | 49                                                  | 140 605                                             | 2 869                                               |
| 2019   | 51                                                  | 136 506                                             | 2 677                                               |
| 2020   | SAISON ANNULÉE EN RAISON DE LA PANDÉMIE DE COVID-19 | SAISON ANNULÉE EN RAISON DE LA PANDÉMIE DE COVID-19 | SAISON ANNULÉE EN RAISON DE LA PANDÉMIE DE COVID-19 |
| 2021*  | 11**                                                | 23 632                                              | 2 148                                               |
| 2022   | 51                                                  | 118 419                                             | 2 322                                               |

```
*assistance limitée à 2 800 spectateurs.
```

```
**matchs au 
Stade Quillorama
.
```

## Alignement 2013
| - 32 Dan Britton-Foster - 22 Garrett Bullock - 44 Alexander Burkard - 27 Rob Cooper - 19 Sean Keeler | - 32 Dan Britton-Foster - 22 Garrett Bullock - 44 Alexander Burkard - 27 Rob Cooper - 19 Sean Keeler | - 30 David Leblanc - 21 Matt McDonald - 31 Nick Purdy - 92 Matthew Rusch - 17 Nick Sarianides | - 30 David Leblanc - 21 Matt McDonald - 31 Nick Purdy - 92 Matthew Rusch - 17 Nick Sarianides | - 33 Jeff Shields - 34 Tyler Wilson - 99 Kyle Lafrenz - 14 Kyle Nisson - 15 Bubby Williams | - 33 Jeff Shields - 34 Tyler Wilson - 99 Kyle Lafrenz - 14 Kyle Nisson - 15 Bubby Williams | - 08 David JL Cooper - 12 Jon Dziomba - 11 Brett Flowers - 95 Joe Poletsky - 96 Travis Weaver | - 08 David JL Cooper - 12 Jon Dziomba - 11 Brett Flowers - 95 Joe Poletsky - 96 Travis Weaver | - 25 Steve Brown - 03 Carlos Guzman - 18 Drew Miller - 07 Jeremy Nowak - 29 Jon Smith | - 25 Steve Brown - 03 Carlos Guzman - 18 Drew Miller - 07 Jeremy Nowak - 29 Jon Smith |

## Alignement 2014
| - 20 Edilson Alvarez - 29 Mike Bradstreet - 14 Alex Kreis - 23 Francois LaFreniere - 30 David Leblanc | - 20 Edilson Alvarez - 29 Mike Bradstreet - 14 Alex Kreis - 23 Francois LaFreniere - 30 David Leblanc | - 31 Nick Purdy - 22 Matthew Rusch - 44 Jadd Schmeltzer - 32 Alex Szymanski - 12 Kyle Lafrenz | - 31 Nick Purdy - 22 Matthew Rusch - 44 Jadd Schmeltzer - 32 Alex Szymanski - 12 Kyle Lafrenz | - 05 Elvin Millan Jr. - 11 Pier-Olivier Dostaler - 08 Eric Grabe - 13 Josh Hampton - 27 Daniel Mateo | - 05 Elvin Millan Jr. - 11 Pier-Olivier Dostaler - 08 Eric Grabe - 13 Josh Hampton - 27 Daniel Mateo | - 07 Brandon Newton - 25 Steve Brown - 10 Michael Hernandez - 16 Sasha Lagarde - 18 Drew Miller | - 07 Brandon Newton - 25 Steve Brown - 10 Michael Hernandez - 16 Sasha Lagarde - 18 Drew Miller | - 15 Will Walsh | - 15 Will Walsh |

## Alignement 2015
| - 09 Mike Bradstreet - 10 Kaohi Downing - 18 Charles Gillies - 20 Edilson Alvares - 21 Carlos Mirabal | - 09 Mike Bradstreet - 10 Kaohi Downing - 18 Charles Gillies - 20 Edilson Alvares - 21 Carlos Mirabal | - 22 Matthew Rusch - 23 Pier-Alexandre Valiquette - 26 Ryan Bollinger - 30 David Leblanc - 31 Alex Szymanski | - 22 Matthew Rusch - 23 Pier-Alexandre Valiquette - 26 Ryan Bollinger - 30 David Leblanc - 31 Alex Szymanski | - 34 Luis Munoz - 44 Scott Kuzminsky - 12 Kyle Lafrenz - 55 Simon Gravel - 02 Jose Cuevas | - 34 Luis Munoz - 44 Scott Kuzminsky - 12 Kyle Lafrenz - 55 Simon Gravel - 02 Jose Cuevas | - 03 Daniel Mateo - 08 Eric Grabe - 11 Pedro Lopez - 15 Joel Carrenza - 13 Javier Herrera | - 03 Daniel Mateo - 08 Eric Grabe - 11 Pedro Lopez - 15 Joel Carrenza - 13 Javier Herrera | - 14 Craig Hertler - 16 Sasha Lagarde - 19 Steve Brown - 29 Jon Smith | - 14 Craig Hertler - 16 Sasha Lagarde - 19 Steve Brown - 29 Jon Smith |

## Alignement 2016
| - 34 Matt Horan - 00 Ryan O'Sullivan - 16 Jesus Marchan - 13 Javier Herrera | - 34 Matt Horan - 00 Ryan O'Sullivan - 16 Jesus Marchan - 13 Javier Herrera | - 09 Guillaume Blanchette - 20 Edilson Alvarez - 24 Dennis Neal - 00 Brendan Slattery | - 09 Guillaume Blanchette - 20 Edilson Alvarez - 24 Dennis Neal - 00 Brendan Slattery | - 12 Kyle Lafrenz - 25 Connor Crane - 03 Daniel Mateo - 08 Ryan Brockett | - 12 Kyle Lafrenz - 25 Connor Crane - 03 Daniel Mateo - 08 Ryan Brockett |  |  |

## Alignement 2017
| - 21 Ryan Leach - 55 Angel Rincon - 34 Kyle Hansen - 50 Shaun Ellis - 09 Guillaume Blanchette | - 21 Ryan Leach - 55 Angel Rincon - 34 Kyle Hansen - 50 Shaun Ellis - 09 Guillaume Blanchette | - 20 Edilson Alvarez - 19 Ethan Elias - 30 Chris Murphy - 12 Kyle Lafrenz - 26 Kurt Heyer | - 20 Edilson Alvarez - 19 Ethan Elias - 30 Chris Murphy - 12 Kyle Lafrenz - 26 Kurt Heyer | - 03 Daniel Mateo - 14 David Glaude - 06 Brenden Webb - 92 Trevor Gretzky - 13 Javier Herrera | - 03 Daniel Mateo - 14 David Glaude - 06 Brenden Webb - 92 Trevor Gretzky - 13 Javier Herrera | - 25 Connor Crane - 44 Miguel Lahera - 18 Alexander Ayala - 15 Carter McEachern - 22 Matthew Rusch | - 25 Connor Crane - 44 Miguel Lahera - 18 Alexander Ayala - 15 Carter McEachern - 22 Matthew Rusch | - 11 Cody Kuzniczci - 16 Owen Boone - 23 Kevin McNorton | - 11 Cody Kuzniczci - 16 Owen Boone - 23 Kevin McNorton |

## Champions Can-Am 2015

Insigne casquette.

En 2015, les Aigles se sont qualifiés pour les séries éliminatoires pour la première fois dans l'histoire de la franchise. Le 13 septembre 2015, les Aigles ont vaincu les Boulders de Rockland dans le match numéro cinq par un score de sept à deux et ont remporté la série d'ouverture trois parties à deux et se qualifiaient pour le championnat pour la première fois dans l'histoire de la franchise. Ils ont joué contre les Jackals du New Jersey et les ont vaincus trois parties à deux pour remporter le Championnat 2015 de la Ligue Can-Am, leur premier dans l'histoire de la franchise.
Les Aigles de Trois-Rivières se qualifient de justesse en gagnant vingt-et-un de leurs vingt-neuf dernières parties pour ainsi prendre la quatrième et ultime place donnant accès aux séries éliminatoires. Une victoire décisive de neuf à trois lors de l'avant-dernier match de la saison régulière contre les Champions d'Ottawa le 6 septembre 2015 leurs octroient le dernier laissez-passer pour les séries. Ils éliminent ensuite en première ronde les Boulders de Rockland, tenant du titre et vainqueur sans équivoque de la saison régulière, pour finalement défaire en grande finale Can-Am au cinquième et dernier affrontement par la marque de deux à un le 20 septembre 2015 les Jackals du New Jersey et remporter tous les honneurs à la troisième année d’existence du club et à sa première présence en séries. Les Aigles avaient terminés au dernier rang la saison précédente. Les Jackals en étaient pour leur part à leur cinquième finale consécutive du circuit Wolff. À la suite de cette série d'exploits, les Aigles de Trois-Rivières sont sacrés Champions 2015 de la Ligue Can-Am de Baseball.